# 竹子腳 (嘉義縣鹿草鄉)
竹子腳，原寫為竹仔腳，是臺灣嘉義縣鹿草鄉的一個地名，位於該鄉西部。就行政區而言，範圍大致包括松竹村、竹山村東側。

## 歷史
本地昔日有漢人遷入懇居，命名為「竹埜」，清治後期至日治初期間，行政上為隸屬鹽水港廳白鬚公潭堡之「竹仔脚庄」。戰後易名「竹子脚」，嗣分為松竹村及竹山村。

## 交通
本地區有縣縣道163號、縣道170號、鄉道嘉36-1線經過。

## 學校
本地區有一間小學：嘉義縣鹿草鄉竹園國民小學。

## 廟宇
本地居民多信奉臺灣傳統信仰，境內有慈德寺、保安宮、開臺聖王府等廟宇。